# Golok
Il golok è un'arma da taglio simile ad un machete originario dell'Arcipelago malese, dove è presente con molte varianti, che può essere usato sia per lavori agricoli che come arma. La parola golok ha origini indonesiane, ma è usata anche in Malaysia e l'arma è chiamata gulok nelle Filippine. In Malesia il termine è solitamente intercambiabile con la parola parang, che normalmente designa un'arma più lunga e dalla lama più ampia. Nella regione di Giava occidentale abitata dai Sundanesi il golok è chiamato bedog.

## Descrizione
Le dimensioni e il peso sono variabili, come anche la forma della lama. In genere il golok è più corto e più pesante del parang e dei normali machete, essendo spesso usato per tagliare rami e vegetazione. La pesante lama, lunga dai 15 ai 70 cm circa, ha un solo filo ed è piuttosto convessa sul lato tagliente. È realizzata in acciaio armonico, con una tempra più morbida rispetto a quella di altri grandi coltelli. Questo la rende più facile da affilare sul campo, sebbene siano necessarie più attenzioni per il mantenimento del filo. Sebbene molti produttori fabbrichino golok con processi industriali, esistono ancora delle manifatture artigianali, come ad esempio nel villaggio di Cibatu, nella Reggenza di Sukabumi. Negli esemplari prodotti artigianalmente il manico, solitamente ricurvo, è realizzato in legno, avorio o corno, decorato con intagli o intarsi di argento od ottone, e può essere arricchito con pietre preziose o semipreziose incastonate. Può essere presente una piccola e semplice guardia a forma di disco, ma non mancano gli esemplari che ne sono privi. Il fodero è prodotto in legno e può essere anch'esso intagliato e dipinto, oppure ricoperto di metallo o con guscio di tartaruga.

## Storia
Come per altre armi da taglio asiatiche quali il kukri, lo yatagan e il Sosun Pattah l'origine del golok è da ricercarsi nelle spade greche giunte in Asia con l'espansione dell'Impero macedone di Alessandro Magno.

## Impiego
Il golok è associato alle popolazioni Betawi e Sundanesi. Per i Betawi esistono due tipi di golok: il bendo o gablongan è uno strumento domestico usato nei lavori agricoli o in cucina; il golok simpenan o sorenam è usato per difesa personale e tradizionalmente è sempre portato dagli uomini Betawi, specialmente dai jawara, i campioni locali di ogni villaggio. Nella cultura betawi il golok è un simbolo di virilità e coraggio. Questo costume è però andato in declino a partire dagli anni settanta, quando le autorità vietarono a chiunque di portare golok in pubblico, pena l'arresto e la confisca dell'arma, allo scopo di mantenere la sicurezza pubblica e di ridurre i combattimenti tra bande. L'arma è diffusa nell'isola di Giava e in Malesia. L'uso del golok nella cultura malese è attestato per la prima volta da documenti come lo Hikayat Hang Tuah (risalente al XVIII secolo) e il Sejarah Melayu, del (1612). Il golok è stato preso come modello per i machete d'ordinanza dell'esercito britannico a partire dagli anni cinquanta.